# Зурабов, Роберт Сергеевич
Роберт Сергеевич Зурабов (1904—1991) — Герой Социалистического Труда.

## Биография
Родился 26 октября 1904 года в г. Баку. С 1919 по 1925 год работал учеником слесаря, слесарем в Махачкале, учился на рабфаке в Ростове-на-Дону.
В 1931 году окончил Ленинградский электротехнический институт им. В. И. Ульянова (Ленина) и до 1936 года работал преподавателем и научным сотрудником в этом институте.
С 1936 г. по 1942 г. Р. С. Зурабов трудился на «Волгострое» НКВД СССР (г. Рыбинск) — сначала был начальником отделения проектного отдела, руководителем бюро электрооборудования, а затем начальником электромонтажного отдела. С 1942 г. по 1946 г. он начальник конторы механоэнергомонтажа и заместитель главного инженера «Тагилстроя» НКВД СССР в г. Нижнем Тагиле.
В 1946 г. Р. С. Зурабова переводят в Усть-Нарву (Силламяэ, Эстонская ССР) руководителем Строительного управления горно-буровых работ Главпромстроя НКВД, а затем назначают начальником ИТЛ и Управления строительства № 907.
На одной из строек в Ангарске, в 1948 г. Р. С. Зурабов продолжил свою трудовую деятельность: сначала в качестве главного инженера (до 1961 г.) Управления ИТЛ и Управления строительства № 16 МВД СССР, а затем начальником этого управления. Ангарск и нефтехимический комбинат «Гигант» — это детище Роберта Сергеевича.
Указом Президиума Верховного Совета СССР от 8 августа 1958 года за создание промышленных комплексов в городе Ангарске ему было присвоено звание Героя Социалистического Труда с вручением ордена Ленина и золотой медали «Серп и Молот».
В декабре 1961 года Р. С. Зурабов был переведён в Москву и назначен начальником Главного строительного управления Минсредмаша, которое он возглавлял 12 лет. В годы его руководства Управлением осуществлялось строительство и реконструкция предприятий и институтов в Москве, Навои, Степногорске, Шевченко, Обнинске, Мелекессе и других городах.
В 1973 году Р. С. Зурабов стал персональным пенсионером союзного значения. Скончался 4 августа 1991 года на 87-м году жизни. В честь Роберта Сергеевича была названа одна из улиц в Ангарске.

## Награды
- Медаль «Серп и Молот»
- Орден Ленина
- Три ордена Трудового Красного Знамени
- Орден «Красная Звезда»
- Орден «Знак Почёта»